# Erasmus von Parczewski
Erasmus von Parczewski (polnisch: Erazm Parczewski; * 12. April 1826 in Ociegc; † 12. Juli 1915 in Posen) war Gutsbesitzer und Mitglied des deutschen Reichstags.

## Leben
Parczewski studierte Rechtswissenschaften und Volkswirtschaft in Breslau. Später war er Gutsbesitzer in Belno und von 1898 bis 1908 Besitzer der Rittergutsbrauerei Erasmus von Parczewski in Benau, jetzt Bieniow.
Von 1874 bis 1877 war er Mitglied des Deutschen Reichstages für den Wahlkreis Marienwerder 5 (Schwetz) und die Polnische Fraktion.